# Philipp Blom

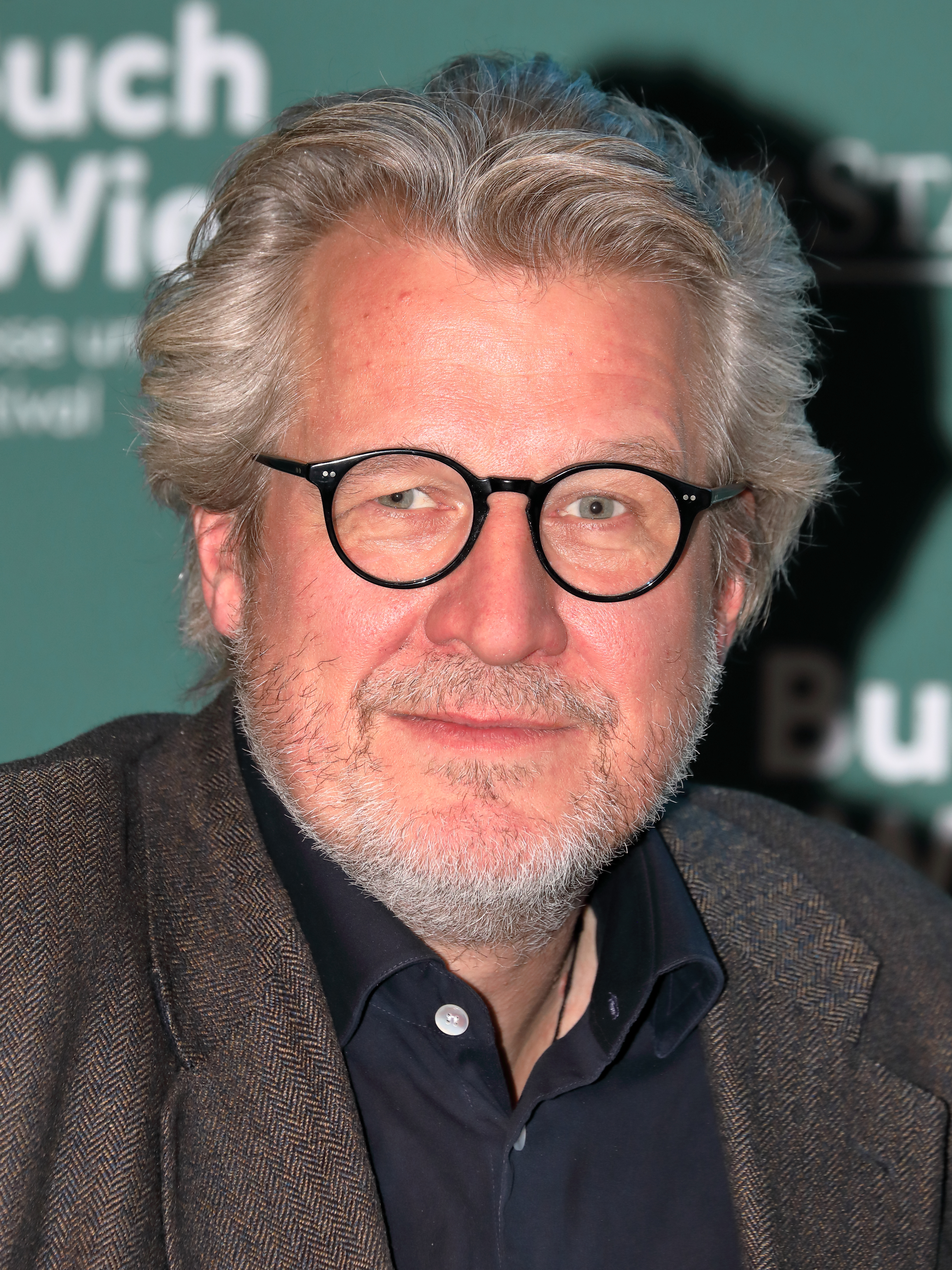
Philipp Blom in 2024

Philipp Blom (Hamburg, 1970) is een Duitse filosoof, historicus en schrijver. Hij schrijft voor verschillende bekende kranten, waaronder The Independent, The Times Literary Supplement, Die Zeit, Frankfurter Allgemeine Zeitung en Vrij Nederland. Daarnaast schrijft hij historische non-fictie, evenals fictie. In zijn boek Wat op het spel staat doet hij een appèl om actief na te denken over de gevolgen van klimaatverandering en digitalisering en van het economisch model, uitsluitend gericht op groei, afscheid te nemen.

In zijn boek Het grote wereldtoneel – Over de kracht van verbeelding in crisistijd (2020) pleit hij ervoor om de kunst in te zetten in tijden van onzekerheid.

## Biografie
Blom werd in 1970 geboren in Hamburg als zoon van een Duitse vader en een Nederlandse moeder en groeide daarna op in Detmold. Tot 1992 studeerde hij filosofie en judaïstiek aan de universiteit van Wenen. Daarna studeerde hij aan de universiteit van Oxford, waar hij in 1997 de titel van Doctor of Philosophy kreeg met een proefschrift over Nietzsche. Hij werkte in Londen als vertaler, schrijver, editor en freelance-journalist. In 2001 verhuisde hij naar Parijs en in 2007 naar Wenen. Blom woont sedert 2007 in Wenen met zijn vrouw Veronica Buckley.

## Werk
Naast zijn journalistieke werk schrijft Blom verschillende soorten boeken. The Simmons papers (1995) was zijn debuutroman. Hij schrijft voornamelijk in het Engels en het Duits, maar zes van zijn boeken zijn vertaald in het Nederlands. Ook heeft Blom het boek Amsterdam van Geert Mak (1999) in het Engels vertaald (Blom beheerst het Nederlands goed omdat zijn moeder Nederlandse is). 
Blom schrijft zijn boeken voornamelijk over moderne (cultuur)geschiedenis. Naast historische non-fictie schrijft hij ook fictie en heeft hij een wijngids uitgebracht. 
De bekendste boeken van Blom zijn onder andere Encyclopédie (2005), Het verdorven genootschap (2010) en De duizelingwekkende jaren (2011). In 2014 verscheen At Breaking Point (in Nederland uitgebracht als Alleen de wolken), een historisch overzicht van cultuur en leven tijdens Het interbellum in Europa en de Verenigde Staten. In 2019 verscheen van zijn hand Een Italiaanse reis.
In 2018 en 2019 is Blom vaste gast in het NPO-televisieprogramma Het Filosofisch Kwintet.

## Wat op het spel staat
De westerse democratische landen leven in een periode van voorspoed en vrede. De bevolking wil hierin geen verandering en het politieke systeem, zo betoogt Blom, is gericht op behoud van de status quo.  De gevaren van migratie en terrorisme worden onderkend, maar dan nog willen de meeste mensen dat alles blijft, zoals het is. 

In Wat op het spel staat behandelt Blom twee grote onderwerpen: de digitalisering en de klimaatverandering. Hij trekt een vergelijking met de Kleine IJstijd, waarin door de langdurige kou de maatschappij, die vooral op landbouw gebaseerd was, in een crisis geraakte. Het einde van deze periode betekende de eerste aanzet tot vormen van kapitalisme. 
In het huidige tijdsgewricht, zegt Blom, is het mogelijk dat door de klimaatverandering de grenzen van het gebied, waar langdurige droogte heerst, vanaf de evenaar honderden kilometers noordwaarts opschuiven. Te voorzien valt, dat dan miljoenen mensen op drift zullen raken. Wat is het antwoord van de politiek?
Hij waarschuwt ook voor de gevolgen van de digitalisering en de robotisering. Alles wordt geautomatiseerd en banen verdwijnen. Door de technische vooruitgang zullen vele beroepen overbodig worden.
Blom bestrijdt dat je alles aan de markt kunt overlaten. De markt bestaat alleen binnen de grenzen van de maatschappij en wordt mogelijk gemaakt door de politiek. De markt is dus niet vrij, zegt hij, de markt moet zich aan de maatschappij aanpassen en niet andersom.
Over afzienbare tijd zal een derde van de bevolking zich overbodig voelen. Hun inzet en hun creativiteit tellen niet meer mee. Ze kunnen niet staken, want ze hebben geen baan. Hij noemt het "het recept voor revolutie en het begin van het einde van de democratie."
Volgens Blom zijn we "de eerste generatie in de geschiedenis die gevolgen van ons handelen al heel goed kent." Daarom spoort hij de politici aan zich met de vraag bezig te houden, hoe de samenleving er over 30 jaar uit moet zien. Hij vraagt zich af, of we "de toekomst willen scheppen of over ons heen willen laten komen."

## Het grote wereldtoneel
In Het grote wereldtoneel (2020) gaat Blom op zoek naar verhalen die een weergave zijn van de tijdgeest. Vooral tijdens kantelpunten in de geschiedenis, zoals bij grote rampen, is er behoefte aan duiding. Hij noemt een aantal historische voorbeelden van kunstenaars die een beeld van heikele thema's in hun tijd schetsen, zoals William Shakespeare. Of Pedro Calderon de la Barca, een Spaanse schrijver, die al in 1635 een toneelstuk schreef, Het leven is een droom, waar hij het thema vrije wil versus predestinatie behandelde.

In tijden van crisis, zegt Blom, bestaat de tendens om bestaande gezagsverhoudingen te handhaven in plaats van deze aan te passen. Het is mede de taak van de kunst om vorm te geven aan de nieuwe realiteit. In deze tijd van het neoliberalisme, het consumentisme en de uitputting van de aarde is het tijd voor een nieuw verhaal. Ook door de coronacrisis is een andere manier van denken over de wereld noodzakelijk. Wanneer er nog geen beeld bestaat van de noodzakelijke stappen voorwaarts, ligt  het antwoord, volgens Blom, in het theater, de literatuur en de film.

## Prijzen
Blom heeft met zijn boeken verschillende prijzen gewonnen:
- De duizelingwekkende jaren – NDR Nonfictie Prijs, 2009 (Duitsland)
- De duizelingwekkende jaren – De Groene Waterman Prijs, 2010 (België)
- Het verdorven genootschap – Gleim Prize, 2011 (Duitsland)
- Het verdorven genootschap – Historisch boek van het jaar, 2011, Damals Magazin (Duitsland)
- Eredoctoraat van Rijksuniversiteit Groningen in 2019.

## Publicaties
- The Simmons papers (1995), debuutroman
- To Have and to Hold (2002), historische publicatie
- Encyclopédie (2005), historische publicatie
- Luxor (2006), roman
- De duizelingwekkende jaren. Europa 1900 - 1914 (2009) ISBN 9789023460022
- Het verdorven genootschap (2010) ISBN 9789023458319
- Alleen de wolken. Cultuur en crisis in het westen, 1918 - 1938 (2014) ISBN 9789023483007
- Wat op het spel staat (2017) ISBN 9789023465980
- De opstand van de natuur (2017) ISBN 9789023448228
- Bij storm aan zee (2018) ISBN 9789403119106
- Een Italiaanse reis. Een zoektocht naar de herkomst van mijn viool (2019) ISBN 9789403162300
- Het grote wereldtoneel. Over de macht van verbeelding in crisistijd (2020) ISBN 9789403102818
- De onderwerping. Hoe de mens de natuur heeft onderworpen, en de gevolgen daarvan (2023) ISBN 9789403110721

- Biblioteca Nacional de España: XX4614771
- Bibliothèque nationale de France: cb14544852t (data)
- Catàleg d'autoritats de noms i títols de Catalunya: 981058525832206706
- CiNii: DA15002633
- Gemeinsame Normdatei: 128583142
- International Standard Name Identifier: 0000 0001 2136 7694
- Library of Congress Control Number: n2002159180
- Nationale Bibliotheek van Tsjechië: jn20020721277
- Nationale bibliotheek van Australië: 35432010
- Nationale Bibliotheek van Israël: 987007302821705171
- Nationale Bibliotheek van Polen: a0000003739056
- Nederlandse Thesaurus van Auteursnamen: 192855964
- Istituto Centrale per il Catalogo Unico: TO0V394129
- Système universitaire de documentation: 083815457
- Trove: 950617
- Virtual International Authority File: 64244758
- WorldCat: E39PBJckRWTWBFxMDYgQhJyWXd